# Peter Tatchell

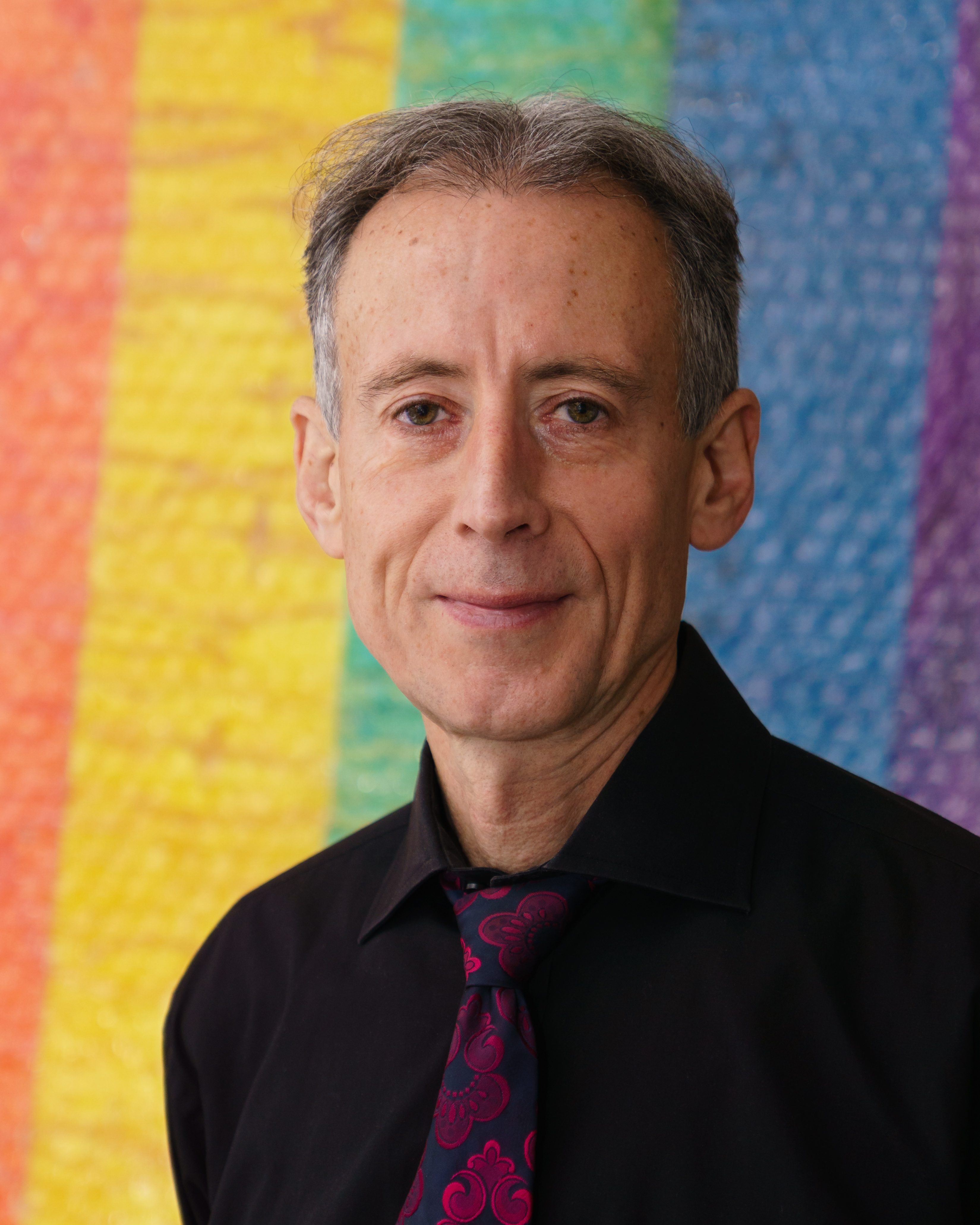
Peter Tatchell (2016)

Peter Gary Tatchell (* 25. Januar 1952 in Melbourne) ist ein britischer Menschenrechtsaktivist, der unter anderem durch versuchte Bürgerfestnahmen von Simbabwes Präsident Robert Mugabe in den Jahren 1999 und 2001 bekannt wurde.

## Leben
Bei den X. Weltfestspielen der Jugend und Studenten 1973 in Ost-Berlin verteilte Tatchell als Mitglied der Delegation der britischen Labour Party Flugblätter – zusammen mit Anhängern der Homosexuellen Interessengemeinschaft Berlin (HIB), welche eine Unterdrückung von Homosexuellen im Sozialismus wahrnahm und kritisierte. Diese Aktion wurde durch das Ministerium für Staatssicherheit der DDR unterdrückt. Ebenso gab es aber auch eine Ablehnung von Seiten der britischen Delegierten: Als Tatchell auf der Abschlusskundgebung ein Plakat mit dem Aufruf zur „Homosexuellen Befreiung“ zeigte, wurde dieses durch Teilnehmer seiner eigenen Delegation zerrissen.
In den frühen 1980ern wurde Tatchell von der Labour Party in Bermondsey als Kandidat für die Parlamentswahlen aufgestellt, aber vom Labourführer Michael Foot wegen Unterstützung außerparlamentarischer Aktionen missbilligt.
In den 1990er Jahren war er ein herausragender Aktivist der Lesben- und Schwulenbewegung, eingebunden in die militante Aktionsgruppe OutRage!, die er mitbegründet hat. Am 14. März 1995 wurde Tatchell – ein Befürworter des Outings – vom Daily Mail als „schwuler Terrorist“ verschrien. 
Er gründete den „Peter Tatchell Human Rights Fund“, um seine Menschenrechtsarbeit zu unterstützen und gegen Menschenrechtsverletzungen auf breiterer Basis vorgehen zu können. Im Jahr 2006 wurde Peter Tatchell vom Magazin New Statesman auf Platz 6 der „Helden unserer Zeit“ gewählt. Er startete den Reggae Compassionate Act, den mehrere Reggae-Künstler aus Jamaika unterschrieben. 2018 machte er in Moskau auf Menschenrechtsverletzungen gegenüber der LSBTIQ-Community in Russland aufmerksam. Im Mai 2021 erschien ein Dokumentarfilm über sein Leben auf Netflix.